# Феррейра, Жоаким
Жоаки́м Ка́мара Ферре́йра (порт. Joaquim Câmara Ferreira; 5 сентября 1913 — 23 октября 1970) — бразильский журналист, революционер-коммунист, один из руководителей Действия за национальное освобождение (ALN).

## Биография
Родился 5 сентября 1913 года в Сан-Паулу, Бразилия. Вступил в коммунистическую партию в 1933 году. После установления в стране военной диктатуры, вместе с Карлусом Маригеллой стал руководителем городской партизанской организации — Действие за национальное освобождение.
23 октября 1970 года был арестован нарядом политической полиции ДОПС под командованием Сержио Флеури, подвергнут пыткам и убит.